# Ferdinand Seibt
Ferdinand Seibt (9. května 1927 Střížovice, Československo – 7. dubna 2003 Mnichov, Německo) byl německý historik, který se zabýval především středoevropskými středověkými dějinami a také česko-německými vztahy.

## Život
Studoval na gymnáziu v Litoměřicích. Studia nedokončil, protože na podzim roku 1944 musel narukovat do Wehrmachtu. Po skončení druhé světové války byl spolu se svou matkou a sourozenci odsunut z Československa. Maturitu tak mohl složit až v roce 1946 v Delitzsch. Ve studiu pokračoval na univerzitě v Mnichově (obory historie, filozofie a germanistika). Studium zakončil obhajobou disertace Die Schrift „De nugis curialium“. Studien zum Weltbild und zur geistigen Persönlichkeit des Magister Walter Map. Po studiu na vysoké škole učil deset let na středních školách. V roce 1964 se habilitoval pro období středověkých a novověkých dějin prací o husitské revoluci (Hussitica. Zur struktur einer Revolution). V roce 1969 se stal profesorem na univerzitě v Bochumi. Postupně se Ferdinand Seibt stal díky svým pracím o českých středověkých dějinách, zejména o husitské revoluci a o Karlu IV., jedním z nejrenomovanějších historiků-bohemistů. Od roku 1980 vedl Collegium Carolinum, badatelské centrum zaměřené na zkoumání kultury a dějin českých zemí. V mnoha knihách a v dlouhé řadě studií a článků se Ferdinand Seibt zabýval vývojem českých zemí v průběhu mnoha staletí až do současnost, a také (často konfliktním) soužitím Čechů a Němců na společné půdě.

## Ocenění
- 1990 Palackého medaile ČSAV
- 1994 Čestný doktorát Univerzity Karlovy
- 1995 Medaile ČR Za zásluhy 1. stupně

## Publikace
- Deutschland und die Tschechen. Geschichte einer Nachbarschaft in der Mitte Europas. München : List, 1974. 356 s. ISBN 3-471-66557-9. (česky Německo a Češi : dějiny jednoho sousedství uprostřed Evropy. Praha : Academia, 1996. 464 s. ISBN 80-200-0577-3.)
- Karl IV. Ein Kaiser in Europa ; 1346 – 1378. München : Süddeutscher Verlag, 1978. 487 s. ISBN 3-7991-6015-9. (česky Karel IV. Císař v Evropě (1346 – 1378). Praha : Nakladatelství Lidové noviny, 1999. 524 s. ISBN 80-7106-265-0.)
- Revolution in Europa. Ursprung und Wege innerer Gewalt. München : Süddeutscher Verlag, 1984. 475 s. ISBN 3-7991-6212-7.
- Karl V. Der Kaiser und die Reformation. Berlin : Siedler, 1990. 269 s. ISBN 3-88680-338-4. (česky Karel V. Císař a reformace. Praha : Ikar, 1999. 190 s. ISBN 80-7202-403-5.)
- Das alte böse Lied. Rückblicke auf die deutsche Geschichte 1900 bis 1945. München ; Zürich : Piper. 403 s. ISBN 3-492-04196-5. (česky Ta stará ošklivá melodie. Několik ohlédnutí za německou historií 1900 – 1945. Praha : Prostor, 2002. 334 s. ISBN 80-7260-080-X.)
- Die Begründung Europas. Ein Zwischenbericht über die letzten tausend Jahre. Frankfurt am Main : S. Fischer, 2002. 416 s. ISBN 3-10-074421-7. (česky Zrození Evropy. Průběžná zpráva o posledních tisíci letech. Praha : Vitalis, 2004. 390 s. ISBN 80-7253-108-5.)
- Glanz und Elend des Mittelalters. Eine endliche Geschichte. Berlin : Siedler, 1987. 427 s. ISBN 3-88680-279-5. (česky Lesk a bída středověku. Praha : Mladá fronta, 2000. 421 s. ISBN 80-204-0783-9.)